# Den sista jäntan
Den sista jäntan – longplay szwedzkiej piosenkarki Moniki Zetterlund, wydany w grudniu 1973 roku nakładem wydawnictw muzycznych Knäppupp oraz Spotlight. 
Fotografię wokalistki na okładkę albumu wykonał Jacob Forsell, zaś za layout wydawnictwa odpowiedzialny był Peter Wiking.
Album doczekał się dwóch reedycji, w 1990 roku (wydanej nakładem wytwórni Grand Prix) oraz 2001 roku (wydanej nakładem wytwórni Sonet).

## Lista utworów
Opracowano na podstawie materiału źródłowego.
Strona A
1. „Har du hört någon spela jazz på en elektrisk flöjt” (muz. Bo Nilsson, sł. Cornelis Vreeswijk)
2. „Vals i mejram” (muz. Bo Nilsson, sł. Cornelis Vreeswijk)
3. „Du” (muz. Bo Nilsson, sł. Cornelis Vreeswijk)
4. „Det finns ju faktiskt telefon” (muz. Bo Nilsson, sł. Cornelis Vreeswijk)
5. „Svartvit kalypso” (muz. Jeremy Taylor, sł. Beppe Wolgers)

Strona B
1. „Den sista jäntan” (muz. i sł. Povel Ramel)
2. „Håll musiken igång I” (muz. i sł. Povel Ramel)
3. „Håll musiken igång II” (muz. i sł. Povel Ramel)
4. „Underbart är kort” (muz. i sł. Povel Ramel)
5. „Visan om mina vänner” (muz. Povel Ramel, sł. Beppe Wolgers)